# Ghawszogh
Ghawszogh – wieś w Iranie, w ostanie Kurdystan, w szahrestanie Bidżar. W 2006 roku liczyła 56 mieszkańców.